# Matmar
Matmar, auch Al Matmar (arabisch المطمر, DMG al-Maṭmar), ist ein Dorf in Ägypten. In der Forschung ist der Ort vor allem durch die Grabungen der nahe gelegenen Friedhöfe und Stadtreste aus fast allen Epochen ägyptischer Geschichte bekannt. Bei dem Ort handelt es sich vielleicht um Miqr, das von einer Liste ägyptischer Provinzen bekannt ist.
Die Ausgrabungsstätten wurden von 1929 bis 1931 von Guy Brunton untersucht, der für das Britische Museum arbeitete. Brunton fand vor allem einfache Bestattungen, die zur Badari-Kultur und in fast alle folgenden Epochen datieren. Neben dem modernen Dorf fanden sich Reste eines Tempelbezirks. Der eigentliche Tempel war einst aus Stein errichtet, war aber fast vollkommen verschwunden. Er war von Ramses II. erbaut worden und war dem Seth geweiht.
Ein Friedhof mit etwa 500 Bestattungen datiert in die Dritte Zwischenzeit.